# Nguyễn Xuân Hồng
Nguyễn Xuân Hồng là một tướng lĩnh Công an nhân dân Việt Nam, cấp bậc Thiếu tướng. Ông hiện giữ chức vụ Phó Chánh Thanh tra Bộ Công an Việt Nam. Ông nguyên là Phó Giám đốc Công an tỉnh Phú Yên.

## Tiểu sử
Nguyễn Xuân Hồng là đảng viên Đảng Cộng sản Việt Nam.
Ngày 29 tháng 4 năm 2020, Bộ trưởng Bộ Công an, Đại tướng Tô Lâm đã có Quyết định bổ nhiệm Đại tá Nguyễn Xuân Hồng, Phó Giám đốc Công an tỉnh Phú Yên, giữ chức vụ Phó Chánh Thanh tra Bộ Công an Việt Nam.
Tháng 4 năm 2021, ông được Chủ tịch nước Cộng hòa xã hội chủ nghĩa Việt Nam Nguyễn Xuân Phúc phong quân hàm Thiếu tướng Công an nhân dân Việt Nam.

## Lịch sử thụ phong quân hàm
| Năm thụ phong | –      | 2021        |
| ------------- | ------ | ----------- |
| Quân hàm      |        |             |
| Cấp bậc       | Đại tá | Thiếu tướng |